# Володимирівка (Поліський район)
Володимирівка (до кінця 1920-х р. Каролін) — колишнє село в Україні Поліського району Київської області, що знято з обліку у зв'язку з відселенням мешканців унаслідок аварії на ЧАЕС.
Володимирівка розташовувалася за 5 км на захід від колишнього районного центру Поліське (Хабне) і за 21 км від залізничної станції Вільча.
Село згадується як фільварок Каролін (походження назви не встановлене) у джерелах середини XIX ст. У поселенні було 6 дворів.
У кінці 1920-х рр. село здобуло нинішню назву, мало 59 дворів і підпорядковувалося Тарасівській сільській раді Поліського району. У 1960-1980-х рр. тут розташовувалася центральна садиба колгоспу «Зоря комунізму».
У 1980-х роках населення становило близько 280 осіб. Село підпорядковувалося Тарасівській сільській раді Поліського району.
На момент евакуації населення становило 259 осіб, 105 господарств. Дата евакуації 17.05.1986 рік.
Мешканці села виселені внаслідок сильного радіаційного забруднення 1986 року. Село офіційно зняте з обліку 1999 року через відсутність населення. Мешканців села переселили до села Рови.
Після Чорнобильської катастрофи село увійшло до 30-кілометрової зони відчуження.
Частина території села згоріла під час лісових пожеж у 2020 році.
З лютого по квітень 2022 року село було окуповане російськими військами внаслідок вторгнення 2022 року.